# Friuli Doc
Friuli Doc è un evento enogastronomico annuale che si tiene a Udine dal 1995.
L'evento è organizzato dall'amministrazione comunale e si tiene nel centro storico cittadino per quattro giorni. All'interno della manifestazione sono presenti stand enogastronomici e artigianali. Inoltre la manifestazione è accompagnata da varie iniziative: corsi di cucina, degustazioni guidate, dimostrazioni e laboratori, presentazioni e convegni, focus sui prodotti tipici, mostre, spettacoli di strada, laboratori didattici per bambini e musica.

## Edizioni
Ogni edizione viene dedicata a un tema principale. Le denominazioni ufficiali degli eventi sono state:
- 1995 – Vedute del Friuli
- 1996 – Udine città dei Tiepolo
- 1997 – Campoformido 1797: una firma di pace fra Stati; Udine
- 1997 – Una festa di pace tra i popoli
- 1998 – L'Ottocento friulano: le radici dell'oggi
- 1999 – Sguardi sul Friuli del ‘900
- 2000 – Friuli: da terra di passaggio a terra di ospitalità
- 2001 – Friuli Doc vive l'amicizia: identità diverse per un futuro comune
- 2002 – Ricostruire, riconvertire, riqualificare... riaffermando la qualità del vivere!
- 2003 – Gustare il tempo
- 2004 – 10 anni di Friuli Doc
- 2005 – Gente di Carnia
- 2006 – Il Tarvisiano
- 2007 – Colli, Castelli e Genti di Confine. Un Territorio Incantato tra Valli del Natisone, del Torre e Cividale
- 2008 – Dolci Terre Antiche del Friuli Collinare
- 2009 – Riviera friulana, ancora del territorio
- 2010 – Terra di Grave e di Risorgive
- 2011 – Terra dei Patriarchi
- 2012 – La Festa prende forma (Il Formaggio)
- 2013 – Storie di vite e di vino
- 2014 - XX Edizione, 20 anni di Friuli Doc
- 2015 - XXI Edizione, Quando il cibo avvicina il mondo[2]

Dal 2005 al 2011, in collaborazione con l'ente regionale per il turismo del Friuli-Venezia Giulia, la manifestazione è stata dedicata ogni anno ad una parte del territorio diversa, in modo tale da valorizzare e pubblicizzare le eccellenze delle singole zone.

Nel 2012 e 2013, in collaborazione con ERSA(Agenzia Regionale per lo Sviluppo Rurale), la manifestazione non è stata dedicata ai territori ma ad un prodotto tipico che presenta modalità di lavorazione diversa nelle singole zone.

Nel 2014 la manifestazione è stato dedicato alla ricorrenza del suo ventesimo anno.

L'edizione 2015 è stata dedicata all'Expo 2015 in un ideale collegamento con la manifestazione svoltasi a Milano.

L'edizione del 2016, programmata dall'8 all'11 settembre, vuole rinnovare l'organizzazione, presentando in ogni via del centro cittadino un prodotto tipico.